# The Mighty
The Mighty (bra Sempre Amigos; prt Os Poderosos) é um filme americano de 1998, do gênero comédia dramática, dirigido por Peter Chelsom, com roteiro de Charles Leavitt baseado no livro Freak the Mighty, de Rodman Philbrick.

## Elenco
- Elden Henson - Maxwell "Max" Kane
- Kieran Culkin - Kevin "Freak" Dilllion
- Sharon Stone - Gwen Dillon
- Gena Rowlands - Gram
- Harry Dean Stanton - Grim
- James Gandolfini - Kenny "Killer" Kane
- Gillian Anderson - Loretta Lee
- Meat Loaf - Iggy Lee
- Jenifer Lewis - Mrs. Addison
- Joseph Perrino - Tony D. (Blade)